# First Church of Otago

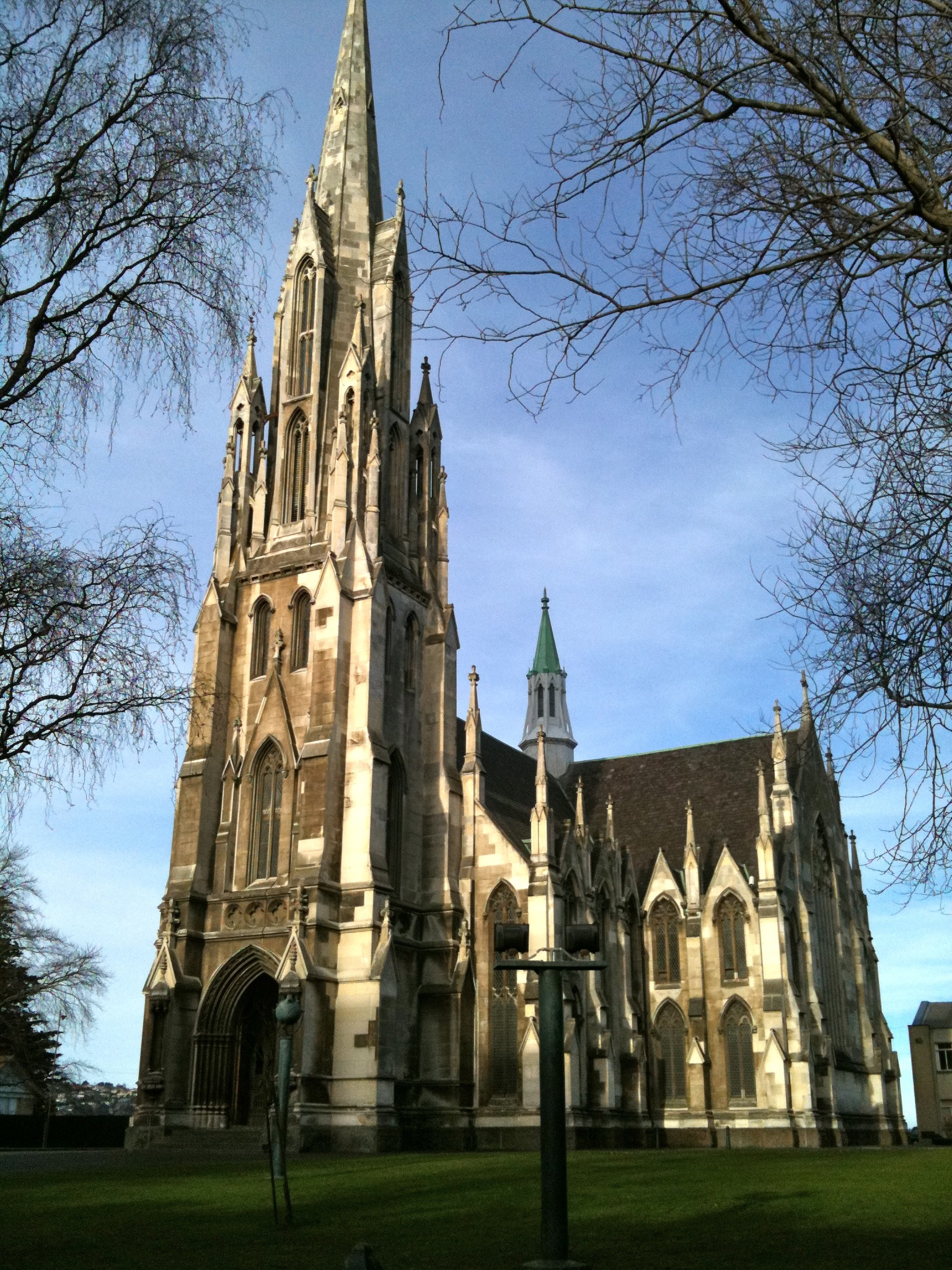
First Church of Otago

Die First Church of Otago, in der Kurzform auch einfach nur First Church genannt, ist eine Kirche der Presbyterian Church of Aotearoa New Zealand. Die Kirche wurde im Stadtzentrum von Dunedin, Otago auf einem Plateau eines ehemaligen Hügels errichtet und nach siebenjähriger Bauzeit im Jahr 1875 fertiggestellt. Eröffnet wurde die Kirche aber bereits 1873.

## Namensgebung
Der Name First Church of Otago oder First Church bezeichnete ursprünglich lediglich die Kirchengemeinde, die sich kurz nach der Ankunft der schottischen Siedler der Free Church of Scotland in Otago 1848 und der Stadtgründung von Dunedin noch im selben Jahr bildete. Die Kirchengemeinde war für einige Jahre die einzige religiöse Gemeinschaft in der Provinz Otago. Bis zum Bau der noch heute existierenden Kirche gab es zwei Kirchengebäude, die nacheinander an unterschiedlichen Plätzen aus Holz errichtet wurden. Nach der Fertigstellung der aus Stein gebauten Kirchen am Moray Place wurde irgendwann der Name der Kirchengemeinde auch für das Kirchengebäude übernommen.

## Geschichte
Das Kirchengebäude wurde von dem in Schottland geborenen und später in Neuseeland ansässigen Architekten Robert Lawson erbaut. Doch bevor Lawson den Zuschlag für den Bau bekam, war 1857 eine andere Ausführung der Kirche unter W. H. Monson in Planung. Die Realisierung für das 500 Sitze umfassende Gebäude kam nicht zustande und so sollte es noch bis Januar 1862 dauern, bis eine Ausschreibung für einen Wettbewerb zum Bau der Kirche erfolgte. Lawson reichte sechs Entwürfe unter dem Pseudonym „Presbyter“ ein, bekam den Zuschlag und zog von Melbourne nach Dunedin um den Bau für einen Preis von 12.000 neuseeländische £ realisieren zu können. Doch die Kosten sollten später auf bis 20.000 £ steigen.
Um die Kirche im Zentrum der Stadt auf einem Plateau errichten zu können, wurde von hunderten von eingesetzten Sträflingen die Kuppe eines Hügels um gut 12 Meter Höhe abgetragen und zur Landgewinnung im Hafenbecken verwandt. Die Grundsteinlegung der Kirche erfolgte am 15. Mai 1868 durch Thomas Burns, Pfarrer, Kolonialist und Mitbegründer von Dunedin. Doch Burns, als Pfarrer der Kirche, erlebte die Fertigstellung des Bauwerks nicht mehr; er starb im Januar 1871. Obwohl die Kirche am 23. November 1873 eröffnet wurde, dauerte ihre endgültige Fertigstellung bis in das Jahr 1875 hinein. Kurz vor der Eröffnung der Kirche stellte der Architekt Larson fest, dass der Turm rund 4,50 Meter zu kurz geraten war. Er ließ die Turmspitze abtragen und um die geforderte Höhe neu errichten.
Wegen starken Verwitterung des Kalksteins wurde bereits in den 1950er Jahren Teile des Gebäudes repariert und verstärkt, doch die Hauptrestaurationsarbeiten am Bauwerk erfolgten erst in den Jahren von 1991 bis 1992, nachdem ein landesweiter Spendenaufruf 1,5 Millionen NZ$ eingebracht hatte.

## Bauwerk

### Gebäude
Das gut 56 Meter (185 feet) hohe Gebäude wurde im normannisch-gotischen Stil errichtet. Das Fundament des Gebäudes mit einem Stein aus der Gegend von Port Chalmers ausgeführt, besteht dagegen der Rest des Gebäudes aus dem cremefarbenen Oamaru stone, der für viele ähnliche Bauwerke in der Zeit verwendet wurde. Der Turm der Kirche ist schlank ausgeführt und von verschiedenen Türmchen, Spitzen und Giebeln umsäumt.

### Innenraum
Als die Kirche eröffnet wurde, bestand der Innenraum aus einem ganzen Raum. Die Wände waren weiß und das Holzdach von innen blassblau gehalten. Vier Jahre später wurde eine Galerie, die weitere 170 Plätze bot, am Haupteingang in den Innenraum eingebaut. Einheimische bemerkten zu dieser Zeit, dass sich durch den Holzeinbau die Akustik in der Kirche verbessert hatte. Insgesamt können heute rund 1000 Besucher in der Kirche Platz finden. Die Kanzel und das Taufbecken sind in Stein mit Gravierungen ausgeführt, die neben anderen Verzierungsarbeiten innen und außen seinerzeit von Louis John Godfrey (1834–1919) ausgeführt wurden.

### Geläut
In den Turm wurden 12 Glocken eingebaut, die über eine Klaviatur bedient werden können. Acht von diesen Glocken können dagegen in traditioneller Weise von sogenannten Change-ringer der Kirche, die sich in einer Society of Change-ringers organisiert haben, über ein vertikal zu ziehendes Seil nach einem besonderen Ritual zum Klingen gebracht werden. Damit ist die First Church of Otago die einzige Presbyterien Church außerhalb von Großbritannien, in der diese Kunst noch praktiziert wird.

### Orgel
Die erste Orgel der Kirche war eine Wasserorgel, auch Hydraulis genannt. Sie wurde 1889 in die Galerie über den Eingang eingebaut. Die erste Pfeifenorgel kam im Jahr 1908 und ersetzte die alte Orgel an gleicher Stelle. Die Pfeifenorgel wurde jeweils in den 1930ern und 1960ern modifiziert. Die heute noch im Gebrauch befindliche elektronische Orgel der Firma Allen wurde 1982 eingebaut.